# فلويبريغ
فلويبريغ (بالإنجليزية: Fluebrig)‏ هو أحد جبال سلسلة جبال الألب غلاروس وجزء من القمة الأم درويسيرغ يقع في كانتون شفيتس, سويسرا. يبلغ ارتفاع الجبل حوالي 2092 متر، بينما يبلغ ارتفاع نتوء الجبل 268 متر.